# Бонна (кантон)
Бонна (фр. Bonnat) — кантон во Франции, находится в регионе Лимузен. Департамент кантона — Крёз. Входит в состав округа Гере. Население кантона на 2006 год составляло 5214 человек.
Код INSEE кантона 2306. Всего в кантон Бонна входят 13 коммун, из них главной коммуной является Бонна.

## Коммуны кантона
- Бонна — население 1318 чел.
- Шамбон-Сент-Круа — население 94 чел.
- Шансанглар — население 228 чел.
- Шенье — население 578 чел.
- Ла-Форь-дю-Тампль — население 156 чел.
- Ле-Бур-д’Ам — население 210 чел.
- Линар — население 166 чел.
- Лурдуэ-Сен-Пьер — население 870 чел.
- Мальваль — население 48 чел.
- Меан — население 599 чел.
- Мортру — население 308 чел.
- Мутье-Малькар — население 537 чел.
- Нузроль — население 102 чел.